# Лей Цзюнь
Лей Цзюнь (кит. трад. 雷軍, спр. 雷军, піньїнь Léi Jūn; народ. 16 грудня 1969, Сяньтао, Хубей, Китайська Народна Республіка) — китайський бізнесмен, засновник і генеральний директор компанії Xiaomi. Має репутацію «китайського Стіва Джобса». Мільярдер, у рейтингу журналу Forbes у 2015 році посів шосте місце серед китайських мільярдерів зі статком $13,2 млрд.

## Біографія
Народився 1969 року в невеликому містечку Мяньян (кит.: 沔陽, спр. 沔阳, піньїнь Miǎnyáng), з 1986 року — місто Сяньтао (кит.: 仙桃, піньїнь Xiāntáo) провінції Хубей. Юні роки майбутній мільярдер пройшли у промисловому регіоні. 
У 1987 році Лей Цзюнь закінчив навчання у середній школі та вирушив навчатися до національного Уханьського університету. І  почав вивчати програмування 
У 1991 році здобув ступінь бакалавра інформатики в Уханьському університеті, згодом став його почесним професором.
Почав працювати в компанії Kingsoft, розробнику програмного забезпечення. 
У 1998 році став генеральним директором Kingsoft. 
Паралельно у 2000 році Лей організував свій власний стартап під назвою Joyo.com. Компанія займалася видавництвом CD-дисків із програмним забезпеченням. Пізніше сервіс перетворився у книжковий магазин, з якого користувачі скачували книги і медіафайли. 
У 2004 році продав Joyo.com компанії Amazon.com за $ 75 млн. А трохи пізніше дітище Цзюня виникло в образі Amazon China.
Після IPO Kingsoft на Гонконгській фондовій біржі в 2007 році став венчурним інвестором — вклав кошти в 20 стартапів, наприклад, у платіжний сервіс Lakala і в онлайн-магазин одягу Vancl.
У квітні 2010 року заснував Xiaomi Inc., яка у серпні 2011 року випустила свій перший смартфон ціною $313. За чотири роки Xiaomi стала одним з провідних виробників смартфонів, вироблені нею гаджети аналогічні продукції Apple і Samsung, але значно дешевші.
У серпні 2011 року пішов з поста генерального директора Kingsoft.
У першому кварталі 2015 року Лей Цзюнь запустив Mi.com – онлайн магазин аксесуарів у США.